# Ivan Prokić
Ivan Prokić (serbisch-kyrillisch Иван Прокић; * 6. April 1975 in Belgrad, SFR Jugoslawien) ist ein ehemaliger serbischer Eishockeyspieler, der einen Großteil seiner Karriere beim KHK Roter Stern Belgrad spielte.

## Karriere
Ivan Prokić begann seine Karriere als Eishockeyspieler in seiner Heimatstadt in der Nachwuchsabteilung des HK Partizan Belgrad, für den er bereits als 14-Jähriger in der serbischen Eishockeyliga spielte. Nachdem er anschließend beim KHK Roter Stern Belgrad spielte, mit dem er 1992 jugoslawischer Meister wurde, verbrachte er die Spielzeit 1994/95 beim HK ZSKA Moskau in der Internationalen Hockey-Liga, in der er aber lediglich sieben Spiele absolvierte. Von 1997 bis 2001 spielte er für die Wisconsin Badgers, das Team der University of Wisconsin–Madison. 2001/02 spielte er sodann bei den Rockford IceHogs in der United Hockey League. Danach ging er für ein Jahr nach Jugoslawien zurück und gewann 2003 mit dem HK Vojvodina Novi Sad erneut den Landesmeistertitel. 2003/04 war er erneut in den USA aktiv und spielte für verschiedene Teams der ECHL. Anschließend kehrte er in seine Heimatstadt zurück und spielte die nächsten Jahre wieder für den Roten Stern, mit dem er 2005 den serbisch-montenegrinischen Titel errang. Zuletzt spielte er 2012/13 für den HK Vitez Belgrad in der serbischen Eishockeyliga. Anschließend beendete er seine Karriere.

### International
Für Jugoslawien nahm Prokić an der U18-B-Europameisterschaft 1992, bei der er zwar als Top-Scorer auch zum besten Stürmer des Turniers gewählt wurde, aber den letzten Platz seines Teams nicht verhindern konnte, sowie der U20-C2-Weltmeisterschaft 1995 teil.
Im Herrenbereich debütierte Prokić international bei der C-Weltmeisterschaft 1995 für Jugoslawien, konnte dabei aber als Torschützenkönig des Turniers den Abstieg seiner Mannschaft nicht verhindern. Anschließend spielte er bei der D-Weltmeisterschaft 1996 und der C-Weltmeisterschaft 1998 sowie nach Umstellung auf das heutige Divisionssystem 2002 ebenfalls für Jugoslawien. Nach dem Zerfall des Balkanstaates stand er 2003, als er bester Vorlagengeber und Topscorer des Turniers war, 2004, 2005, als er erneut bester Torvorbereiter war, und 2006 für Serbien und Montenegro auch in der Division II auf dem Eis. Zuletzt spielte er für die serbische Auswahl bei der Weltmeisterschaft 2011 ebenfalls in der Division II.

## Erfolge und Auszeichnungen
- 1992 Jugoslawischer Meister mit dem KHK Roter Stern Belgrad
- 1992 Topscorer und bester Stürmer bei der U18-B-Europameisterschaft
- 1995 Torschützenkönig bei der C-Weltmeisterschaft
- 2003 Jugoslawischer Meister mit dem HK Vojvodina Novi Sad
- 2003 Bester Vorlagengeber und Topscorer bei der Weltmeisterschaft der Division II, Gruppe A
- 2005 Serbisch-montenegrinischer Meister mit dem KHK Roter Stern Belgrad
- 2005 Bester Vorlagengeber bei der Weltmeisterschaft der Division II, Gruppe B